# Pedri
Pedro González López, poznatiji kao Pedri, (Tegueste, 25. studenog 2002.) španjolski je nogometaš koji igra na poziciji centralnog veznog. Trenutačno igra za Barcelonu.

## Klupska karijera

### Las Palmas
Godine 2018. prešao je iz CF Juventud Lagune u UD Las Palmas. Kao šesnaestogodišnjak, debitirao je za klub 18. kolovoza 2019. u utakmici Segunda Divisióna u kojoj je Huesca porazila njegov klub 0:1. Dana 19. rujna postigao je svoj prvi gol za klub koji je ujedno bio i jedini gol na utakmici protiv Sporting Gijóna. Tada je imao 16 godina, 9 mjeseci i 23 dana te je tim golom postao najmlađi strijelac u klupskoj povijesti.

### Barcelona
Dana 2. rujna 2019. Barcelona se dogovorila s Las Palmasom oko transfera Pedrija u Barcelonu koji će se dogoditi 1. srpnja naredne godine za početni iznos od 5 milijuna eura. Za Barcelonu je debitirao 27. rujna 2020. zamijenivši Philippea Coutinha u utakmici La Lige protiv Villarreala koju je Barcelona dobila 4:0. Na utakmici UEFA Lige prvaka 2020./21. u kojoj je njegov klub 20. listopada pobijedio Ferencváros s visokih 5:1, Pedri je ostvario svoj debitantski nastup u UEFA Ligi prvaka te prvi gol za klub. Dana 7. studenog postigao je svoj prvi gol u La Ligi i to u utakmici u kojoj je Barcelona pobijedila Real Betis 5:2. S Barcelonom je 17 travnja pobijedio Athletic Bilbao 4:0 u finalu Copa del Reya. Dana 8. svibnja, star 18 godina i 164 dana, Pedri je ostvario svoj 50. nastup za klub u svim natjecanjima te je time postao drugi najmlađi igrač kojem je to uspjelo, nakon Bojana Krkića koji je u vrijeme postavljanja rekorda imao 18 godina i 3 dana.

## Reprezentativna karijera
Tijekom svoje omladinske karijere igrao je za selekcije Španjolske do 17, 18, 19 i 21 godine.
Za A selekciju Španjolske debitirao je 25. ožujka 2021. protiv Grčke (1:1). Nastupom protiv Švedske (0:0) 14. lipnja na utakmici odgođenog Europskog prvenstva 2020., oborio je rekord za najmlađeg nogometaša Španjolske s nastupom na Europskom prvenstvu. Taj je rekord prije njega postavio Miguel Tendillo na Europskom prvenstvu 1980.

## Priznanja

### Individualna
- Idealnih 11 UEFA Lige prvaka: 2020.[16]

### Klupska
Barcelona
- Copa del Rey: 2020./21.[17]

## Vanjske poveznice
- Profil, BDFutbol